# 2-Aminoacridine
2-Aminoacridine là một aminoacridine.